# Vale Verde
Vale Verde este un oraș în Rio Grande do Sul (RS), Brazilia.